# Porte sacrée
 (mars 2025).
La Porte sacrée (en grec ancien : Ἱερὰ Πύλη « Hiéra Pylè » ) est une ancienne porte du mur de Thémistocle, enceinte de la ville d'Athènes classique, dans le quartier moderne du Céramique (Kerameikos). Son nom dérive de la Voie sacrée qui menait au sanctuaire d'Éleusis, site des Mystères d'Éleusis. 
Le site de la Porte sacrée, assez bien conservé, montre clairement les phases de construction successives du Ve siècle av. J.-C. au Ier siècle apr. J.-C. La rivière Éridanos canalisée passait au pied de la Porte sacrée.

Plan du site archéologique du Céramique.

## Sources, bibliographie
- Knigge, Ursula (1988). Der Kerameikos von Athen. Führung durch Ausgrabungen und Geschichte [Le Céramique à Athènes. Visite à travers les fouilles et l'histoire] (en allemand). Éditions Krene.